# Tortas de aceite
Une torta sevillana (galette sévillane) ou torta de aceite ou torta de anís est un dessert espagnol feuilleté et croustillant parfumé à l'anis.
Avec plus de cent années de tradition, c'est un produit originellement fabriqué à Séville dans les pâtisseries andalouses.
Les tortas sevillanas sont légères et croquantes. Ses ingrédients principaux sont la farine de blé, l'huile d'olive, le sésame, des semences et des saveurs d'anis.
Elles peuvent être mangées à tout moment de la journée, au déjeuner, au goûter, comme au dessert. En rapport avec la teneur élevée en huile d'olive pure, c'est une alternative saine à la pâtisserie classique.